# Jesse Wallace

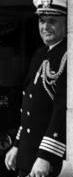
Jesse Wallace (1946)

Jesse Rink Wallace (* 7. Juli 1899 in Beardstown, Cass County, Illinois; † 29. Januar 1961) war ein US-amerikanischer Marineoffizier. 1940 war er für kurze Zeit Militärgouverneur von Amerikanisch-Samoa.

## Werdegang
Jesse Wallace schrieb sich 1918 bei der United States Naval Academy in Annapolis (Maryland) ein. Nach seinem Abschluss diente er bis 1952 als Offizier in der United States Navy. Dabei erreichte er den Rang eines Captains. Zwischen dem 30. Juli und dem 8. August 1940 war er für zehn Tage kommissarischer Gouverneur von Amerikanisch-Samoa. Dabei überbrückte er die Zeit zwischen dem Ausscheiden von Gouverneur Edward Hanson und dem Amtsantritt von dessen Nachfolger Laurence Wild. Nach dem Ende seiner Amtszeit wurde er Stabschef beim Kommandeur des neunten Marinebezirks, der sein Hauptquartier in Illinois hatte. Er nahm auch am Zweiten Weltkrieg teil. Im Jahr 1952 ging Jesse Wallace in den Ruhestand. Er starb am 29. Januar 1961 und wurde auf dem Friedhof der Marineakademie in Annapolis beigesetzt.